# Pseudotomoderus compressicollis
Pseudotomoderus compressicollis là một loài bọ cánh cứng trong họ Anthicidae. Loài này được Motschulsky miêu tả khoa học năm 1839.